# Мусиевка (Запорожская область)
Муси́евка (укр. Мусіївка) — село,
Гоголевский сельский совет,
Весёловский район,
Запорожская область,
Украина.
Код КОАТУУ — 2321284611. Население по переписи 2001 года составляло 163 человека.

## Географическое положение
Село Мусиевка находится на расстоянии в 2 км от села Гоголевка.
Рядом проходит железная дорога, станция Платформа 51 км в 2-х км.

## История
- 1923 год — дата основания.